# Lomas de Zamora
Lomas de Zamora è una città argentina della provincia di Buenos Aires, capoluogo dell'omonimo partido. È situata a sud della capitale argentina, all'interno dell'area metropolitana della Grande Buenos Aires. È il principale centro economico, culturale e commerciale del suo dipartimento.

## Geografia
Lomas de Zamora è situata nella parte meridionale dell'agglomerato urbano bonaerense, a 19 km a sud dal centro di Buenos Aires.

## Storia
Il territorio dell'attuale città fu acquistato nel 1737 dal creolo Juan de Zamora, che poi sarà all'origine del toponimo. Successivamente i terreni passeranno nelle mani dei gesuiti, dei sovrani spagnoli ed infine del neo-costituito stato argentino. 
Nel 1821 una trentina di famiglie ottenne il permesso dalle autorità argentine di fondare un villaggio secondo le leggi nazionali su una porzione di terra caratterizzata dalla presenza di alcune colline (Lomas). Il 14 maggio dello stesso anno fu celebrata la cerimonia ufficiale della fondazione dell'insediamento chiamato Tres Esquinas. L'anno successivo fu eretto sui terreni di Manuel Antonio Grigera un piccolo oratorio.
Nel dicembre 1860 fu posta dal governatore di Buenos Aires Bartolomé Mitre la prima pietra della chiesa di Nostra Signora della Pace. Il 10 settembre 1861 fu approvata la legge che istituiva il partido di Lomas de Zamora. Il villaggio venne invece ribattezzato La Paz in nome della ritrovata unità nazionale e per la Santa Titolare della chiesa locale. Nella seconda metà del XIX secolo l'area fu popolata da immigrati d'origine britannica impiegati nella costruzione e nella gestione della rete ferroviaria locale. Questa ondata migratoria segnò profondamente l'aspetto e la vita della città con la costruzione di villini e chalet in stile inglese e con la costituzione di scuole, istituti e società sportive.
Grazie all'arrivo della ferrovia nel 1865 il villaggio poté svilupparsi ed espandersi grazie all'arrivo di centinaia di immigrati italiani, spagnoli ed ebrei. Il 5 agosto 1910 Lomas de Zamora fu elevata allo status di città.
Nel primo decennio degli anni 2000 un'area a sud del centro, compresa tra Av. Hipolito Yrigoyen e la ferrovia Roca, conosciuta come Las Lomitas ha conosciuto un improvviso boom immobiliare che ha rivoluzionato e stravolto l'aspetto del quartiere. Nel giro di pochi anni numerosi villini e chalet sono stati demoliti per lasciar spazio a grandi torri e palazzine residenziali; mentre alle tradizionali attività commerciali sono subentrati ristoranti, bar e negozi di lusso che hanno reso Las Lomitas una delle zone più esclusive dell'intera area metropolitana di Buenos Aires.

## Monumenti e luoghi d'interesse
- Cattedrale di Nostra Signora della Pace, Monumento Nazionale, costruita nella seconda metà del XIX secolo in stile neoclassico, si affaccia sulla centrale plaza Grigera.
- Monumento equestre a San Martín, Monumento Nazionale.
- Palazzo Municipale, Monumento Nazionale.

## Società

### Religione
La città è sede della diocesi di Lomas de Zamora, istituita l'11 febbraio 1957 e suffraganea dell'arcidiocesi di Buenos Aires.

## Cultura

### Istruzione

#### Musei
- Museo Americanista

#### Università
La città è sede dell'Università Nazionale di Lomas de Zamora (UNLZ), che con i suoi 30.000 iscritti è uno dei maggiori atenei dell'area della Grande Buenos Aires.

### Teatri
- Teatro Coliseo, inaugurato nel 1933 come teatro della locale società italiana[3].

## Economia
Il settore industriale annovera principalmente aziende di lavorazione e imballaggio di carne, cereali e frutta, oltre ad un comparto lattiero-caseario. Presenti anche industrie chimiche e della gomma.

## Infrastrutture e trasporti

### Strade
Lomas de Zamora è attraversata dall'ex strada nazionale 205 che la unisce alle limitrofe città di Banfield e Temperley. Altre due importanti arterie che servono la parte occidentale ed orientale della cittadina sono rispettivamente le provinciali 063-01 e 210.

### Ferrovie
Lomas de Zamora è servita da una stazione ferroviaria lungo la linea suburbana Roca che collega le principali città del sud dell'area metropolitana bonaerense alla capitale Buenos Aires.

## Sport
La città annovera il tradizionale Lomas Athletic Club, una società sportiva fondata nel 1891 da immigrati britannici e che comprende tennis, cricket, rugby, golf e hockey. Altro importante sodalizio sportivo locale è il Club Atlético Los Andes, la cui squadra di calcio disputa le sue partite interne presso lo Stadio Eduardo Gallardón.